# Velataspis grandidentes
Velataspis grandidentes är en insektsart som beskrevs av Ferris 1941. Velataspis grandidentes ingår i släktet Velataspis och familjen pansarsköldlöss.
Artens utbredningsområde är Panama. Inga underarter finns listade i Catalogue of Life.